# María Teresa Herrán
Maria Teresa Herrán (1946- ) es una periodista colombiana que se ha desempeñado de manera relevante en medios escritos y televisivos en Colombia, escribiendo, dirigiendo equipos, analizando, opinando, así como en el ámbito académico investigando, enseñando y dirigiendo programas, maestrías, postgrados en comunicación, periodismo y derecho. Su riguroso trabajo periodístico, investigativo y documental, y muy especialmente, por su trabajo sobre la ética periodística, la ubican como una periodista y referente destacada dentro y fuera de Colombia. Abogada, Politóloga, Docente, ha ejercido el periodismo desde hace cinco décadas. Fue columnista en los diarios El Espectador y El Tiempo, estudiando el papel de los medios de comunicación frente a la sociedad.
Su columna, Ocurrencias, que publicaba en el periódico El Espectador, se convirtió en un espacio de crítica a los medios. Ha escrito varios libros sobre tutela y medios de comunicación y tuvo un programa en la televisión llamado Espacio Público.

## Biografía
Abogada, Doctora en Ciencias Políticas de la Universidad Javeriana en 1969, con Maestría D.E.S Diplome d'Etudes Supérieures (Paris II/1976). Jurista de formación y periodista de profesión.
Docente universitaria, dirigió el programa de Comunicación Social - Periodismo de la Universidad Central en Colombia. Dirigió la Maestría en Comunicación en la Pontificia Universidad Javeriana y ha dirigido los postgrados de Derecho de la Comunicación, Derecho Constitucional y Maestría en Comunicación de las facultades de Derecho y Comunicación. Dirigió la revista Alternativa y estuvo al frente en la Universidad Nacional de Colombia de la investigación sobre ‘La industria de los medios masivos de Comunicación en Colombia’. También fue Directora entre 1984-1985 del noticiero Promec Televisión, Desde 1965 es columnista y colaboradora del diario El Espectador. De 1975 a 1978 fue jefe de redacción y asistente del Director de la Revista Nueva Frontera, , fue Presidenta del Círculo de Periodistas de Bogotá, y miembro de su comisión de ética. Igualmente, es miembro Fundadora del Instituto de Estudios sobre Comunicación y Cultura (IECO), de la Fundación_para_la_libertad_de_prensa y de Medios para la paz.
Siendo estudiante de Derecho, había escrito artículos reemplazando columnistas en el periódico El Nuevo Siglo.  Empezó a escribir en la sección femenina del periódico El Espectador, hizo entrevistas y reportajes, y le dieron la oportunidad de escribir editoriales desde los 20 años. Columnista del periódico El espectador hasta el año 2010.
Fue candidata a formar parte de la Asamblea Constituyente de Colombia de 1991 que elaboró la Constitución del 91. Su opinión : "Una cosa es opinar como columnista en los medios, beneficiándose de acceso privilegiado a la información sobre el poder, y, otra, perder el derecho a la libertad de expresión como persona.", sin embargo, pocos saben que María Teresa Herrán es también artista plástica con Troncos, la primera obra que mostró al público en diciembre de 2016.
Actualmente a sus setenta años se considera pintora, escritora independiente, conferencista, analista de medios, y abuela cibernauta.

## Obras
Ha escrito numerosos libros:
| TITULO                                                                                     | AÑO  | TEMA |
| ------------------------------------------------------------------------------------------ | ---- | --- |
| El Sindicalismo por dentro y por Fuera                                                     | 1981 | El sindicalismo a través de sus líderes, confederaciones y sindicatos independientes y sus relaciones con la política y economía. |
| La Sociedad de la Mentira                                                                  | 1986 | La mentira como ingrediente social, la droga a la vuelta de la esquina                                                            |
| Ética para periodistas(en coautoría con Javier Darío Restrepo)                             | 1991 | La responsabilidad y la ética del periodista y el papel del Estado                                                                |
| La industria de los medios masivos de comunicación en Colombia                             | 1991 | Principios de economía de los medios de comunicación, La propiedad de los medios masivos en Colombia, La publicidad               |
| Tutela, Periodismo y Medios de Comunicación                                                | 1993 | La constitución de 1991, la rectificación y la Tutela                                                                             |
| El fiscal : la dualidad de la imagen : reportaje                                           | 1994 | Administración de la Justicia en Colombia                                                                                         |
| Las vidas del cura Lame - novela                                                           | 1995 | narrativa de la vida del Cura Lame                                                                                                |
| Palimpsestos y recorridos de la comunicación en la educación                               | 1999 | Análisis del arte de la comunicación educativa                                                                                    |
| Mascaradas las maldades de la bondad                                                       | 2002 | sátira de la sociedad colombiana.                                                                                                 |
| Cubrimiento periodístico responsable del desplazamiento forzado interno                    | 2005 | Percepciones, estereotipos y prejuicios, el Arte de preguntar y el Arte de Responder                                              |
| ¿Acallar la opinión?: cuatro Araújos versus Alfredo Molano                                 | 2010 | Un sociólogo en su lucha con el Sistema Penal Acusatorio en Colombia                                                              |
| Opinar es debatir sin pelear: Inteligencias desperdiciadas y diarreas mentales en Colombia | 2016 | reflexiones sobre inteligencias desperdiciadas, el caudillismo mediático, y la violencia                                          |

Es autora también de innumerables artículos y ensayos en los que reflexiona sobre la ética en el periodismo, la libertad de opinión, el poder y la tutela, entre otros temas. Es invitada permanente a dirigir seminarios y a dictar conferencias dentro y fuera del país y escribió el capítulo sobre el Periodismo en Colombia desde 1998, de la ‘Nueva Historia de Colombia’. En el año 2010 creó la colección UN TRIS DE LIBRO.

## Premios y distinciones
Recibió el Premio Nacional de Periodismo Simón Bolívar en 1981.